# Championnats du monde de tir 1952
Navigation
Édition précédente Édition suivante
Les championnats du monde de tir 1952, trente-cinquième édition des championnats du monde de tir, ont eu lieu à Oslo, en Norvège, en 1952.